# Chiesa di Santa Chiara (Tricarico)
La chiesa di Santa Chiara è un luogo di culto sussidiario del comune di Tricarico in provincia di Matera, Basilicata. Appartiene alla zona pastorale Val Basento della diocesi di Tricarico, fa parte del complesso che comprende il convento della clarisse e risale al XIV secolo.

## Storia

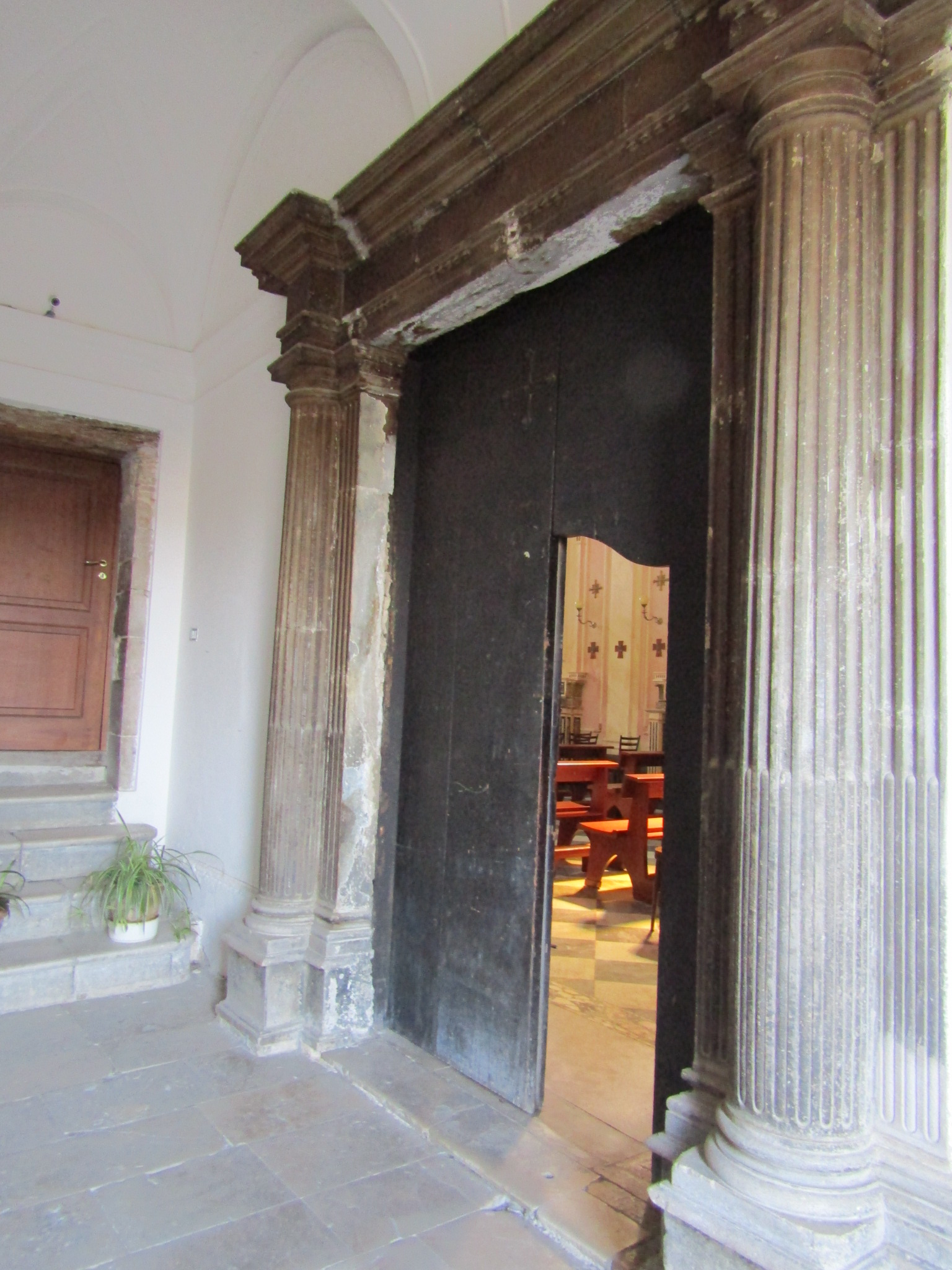
Portale di accesso alla chiesa di Santa Chiara nell'omonimo complesso

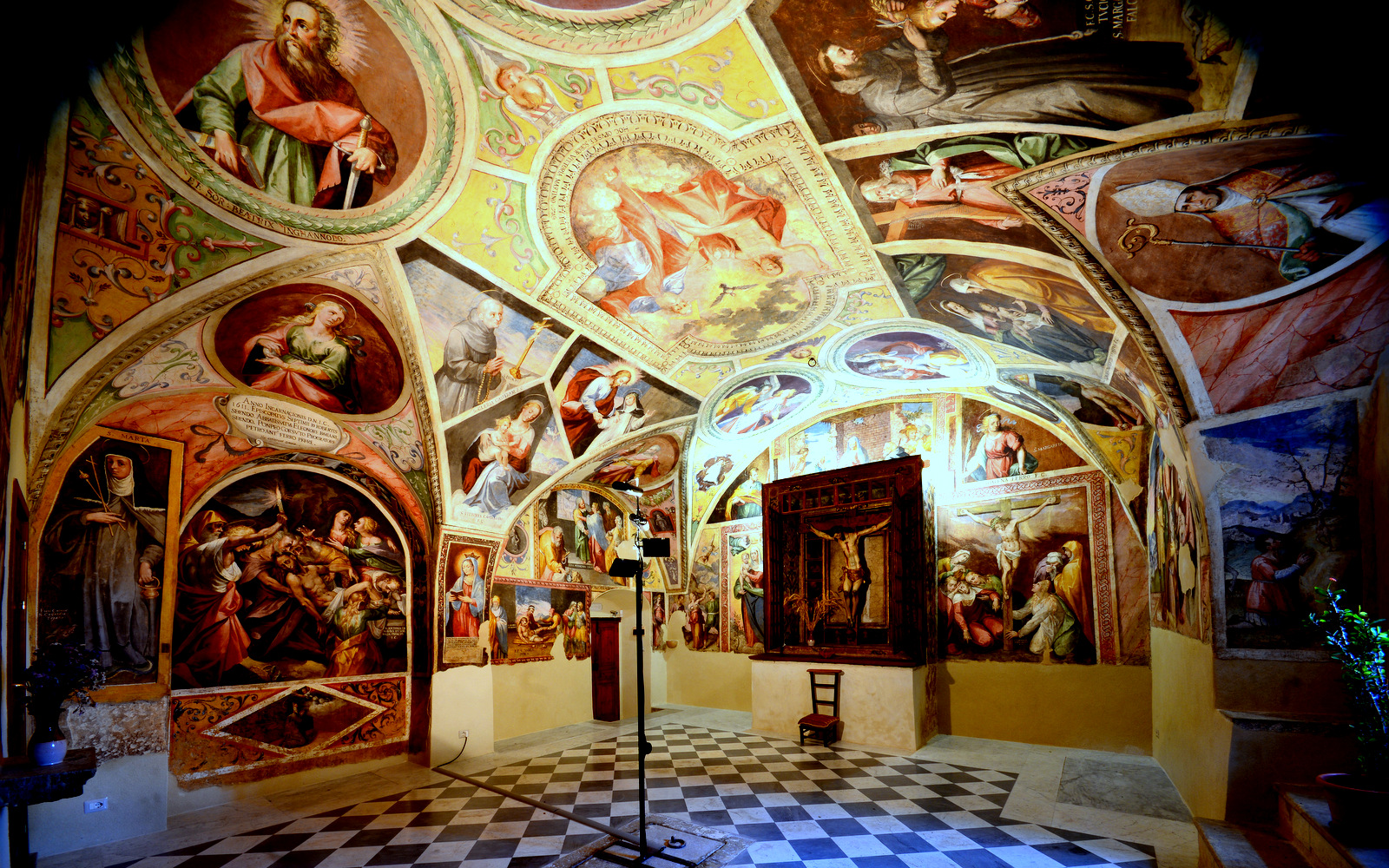
Cappella del Crocifisso

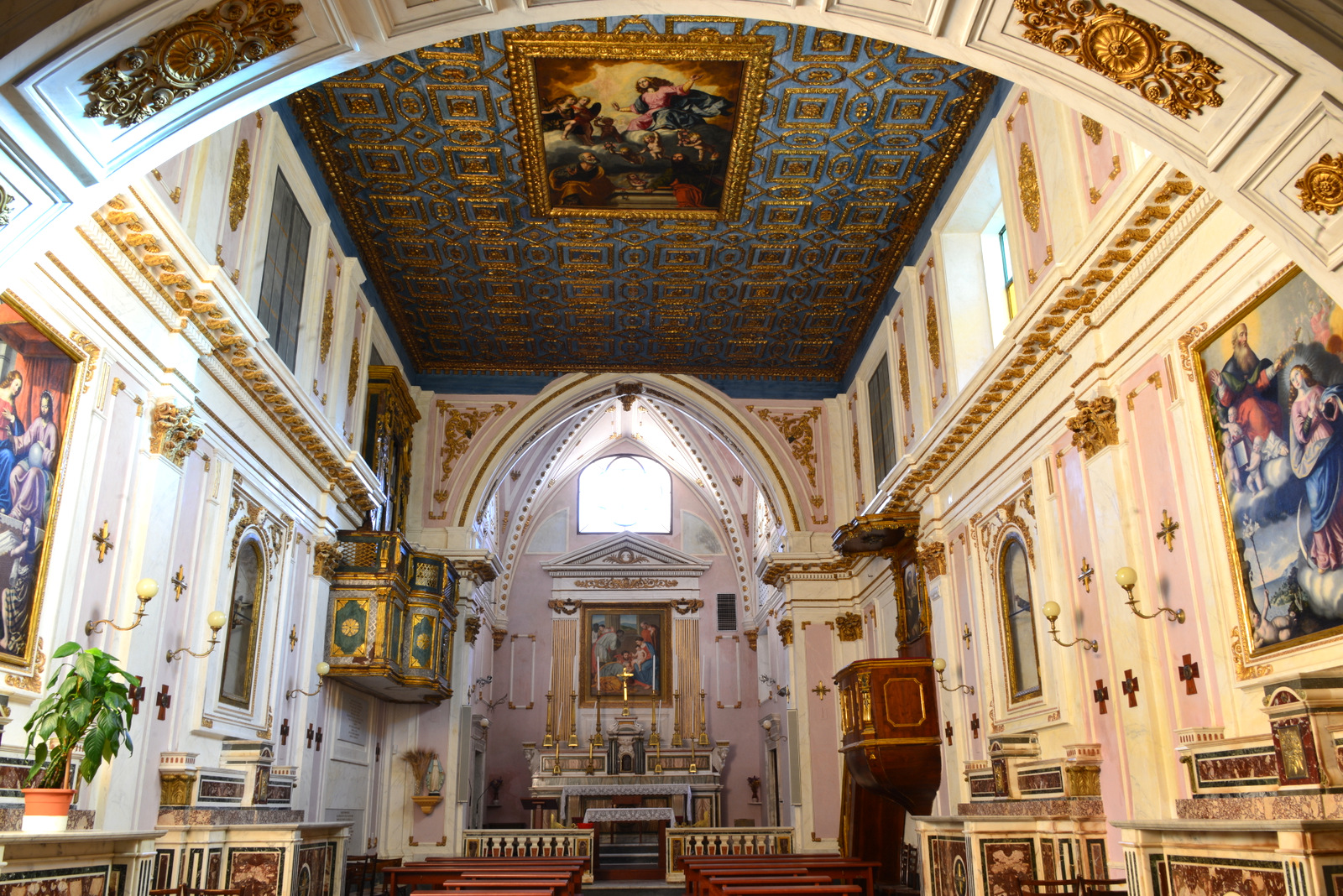
Altare maggiore

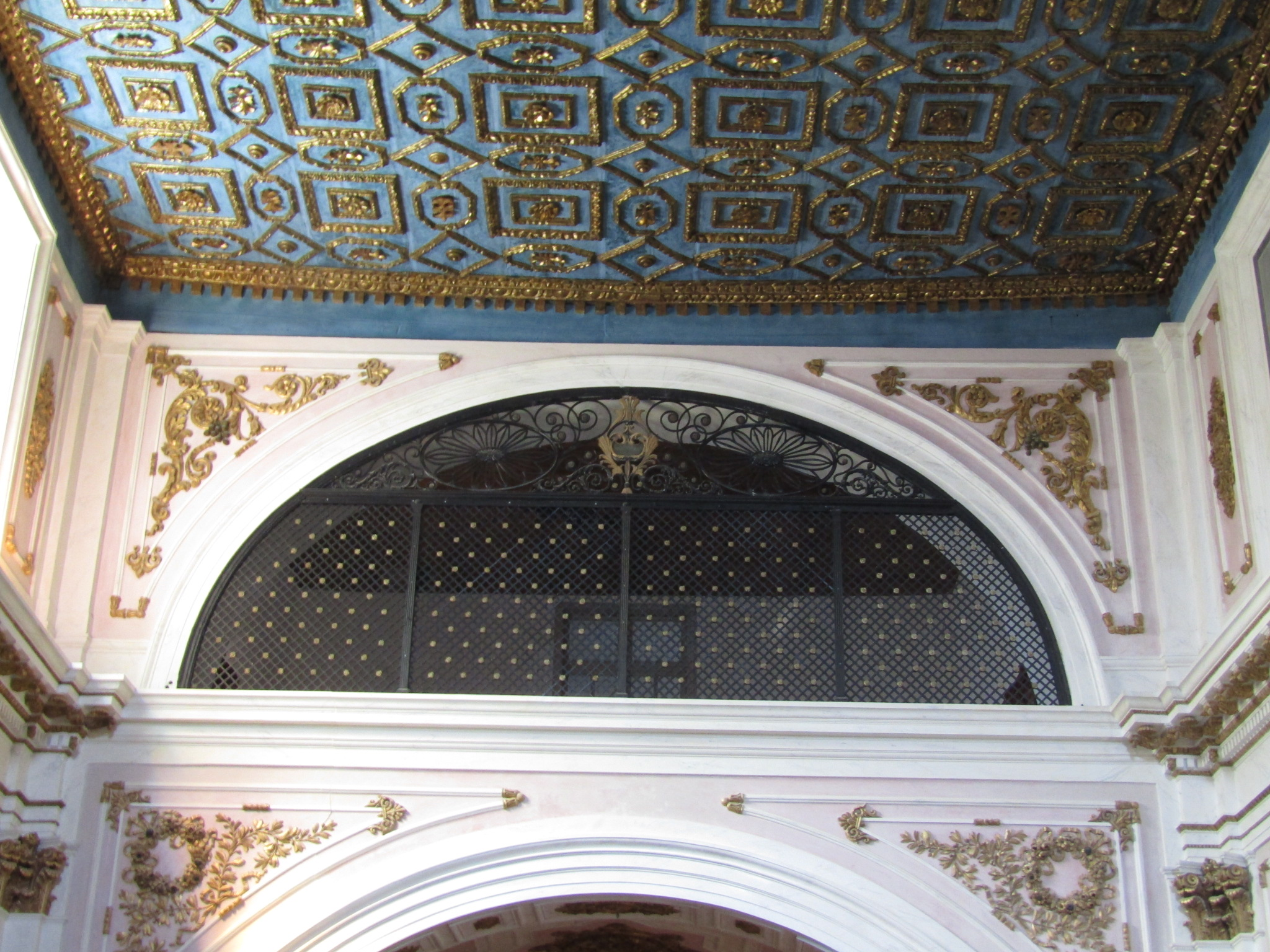
Coro delle Clarisse con grata

La fondazione della chiesa e del convento fu voluta da Sveva de Bethsan, vedova del conte di Tricarico Tommaso II Sanseverino. Una lettera del 1333 di papa Giovanni XXII concesse l'indulgenza ai pellegrini che avrebbero visitato il tempio, che in origine venne dedicato ai santi Pietro e Paolo. Verso la fine del XVI secolo la chiesa venne descritta come arricchita di affreschi nel presbiterio. Nei periodi successivi fu oggetto no notevoli modifiche e l'originario stile gotico perse in parte le sue caratteristiche. La chiesa divenne sempre più parte essenziale del convento.
nel	1611 venne interamente affrescata la cappella del Crocifisso ad opera Pietro Antonio Ferro e nel 1733 fu costruita la cripta, il vano che sarebbe stato utilizzato per la sepoltura delle Clarisse. Negli stessi anni fu costruito l'organo a canne decorato con legno policromo e il pulpito. Attorno alla metà del XIX secolo l'aspetto interno venne rinnovato con nuovi stucchi dorati e  sistemazione del soffitto a cassettoni. Poco dopo venne rifatta la copertura della chiesa.
Tra il 1987 e il 1990 fu necessario restaurare il complesso che aveva subito ingenti danni durante il terremoto e questo rese impossibile la riapertura al culto dei fedeli. Gi ultimi interventi sono stati realizzati entri il 2012.

## Descrizione

### Esterni
La chiesa è posta all'interno del complesso architettonico che comprende l'antico convento di Santa Chiara a nord del rione di Santa Croce a Tricarico. L'accesso è possibile attraverso l'ingresso laterale preceduto dal vestibolo. Non esiste una facciata principale e il portale è incorniciato da elementi lapidei con due semicolonne doriche.

### Interni
La navata è su pianta rettangolare allungata. I due lati corti hanno agli estremi il presbiterio e la cappella del Crocifisso, separata dall'aula da porte e grate. Sopra la cappella è posto il coro riservato alle monache. Anche la cantoria è separata da una grata. Il presbiterio si eleva di due gradini sopra i quali vi è una balaustra. Tutta la sala è riccamente decorata e due grandi finestre portano luce all'interno.